# Herrschaftsgericht Maihingen
Das Herrschaftsgericht Maihingen war ein Herrschaftsgericht der Fürsten zu Oettingen-Wallerstein in Maihingen. Es bestand von 1818 bis 1823 und war Teil des Rezatkreises.

## Lage
Das Herrschaftsgericht grenzte im Süden an das Herrschaftsgericht Wallerstein und im Norden an das Herrschaftsgericht Oettingen diesseits der Wörnitz.

## Struktur

### Steuerdistrikte
Das Herrschaftsgericht wurde in 6 Steuerdistrikte aufgeteilt, die vom Rentamt Oettingen verwaltet wurden.
- Alerheim mit Wennenmühle und Wörnitzostheim;
- Bühl mit Anhauserhöfe und Rudelstetten;
- Deiningen mit Klosterzimmern und Möderhof;
- Holzkirchen mit Fessenheim, Muttenauhof und Speckbrodi;
- Marktoffingen mit Minderoffingen, Ramstein, Schnabelhöfe, Schnabelmühle und Wengenhausen;
- Maihingen mit Dürrenzimmern, Klostermühle und Langenmühle.

### Ruralgemeinden
1818 gab es 11 Ruralgemeinden im Herrschaftsgericht Maihingen:
- Alerheim mit Wennenmühle;
- Bühl mit Anhauserhöfe;
- Deiningen mit Klosterzimmern und Möderhof;
- Dürrenzimmern;
- Fessenheim mit Muttenauhof;
- Holzkirchen mit Speckbrodi;
- Marktoffingen mit Ramstein und Wengenhausen;
- Maihingen mit Klostermühle und Langenmühle;
- Minderoffingen mit Schnabelhöfe und Schnabelmühle;
- Rudelstetten;
- Wörnitzostheim.

1818 gab es im Herrschaftsgericht Maihingen 4909 Einwohner, die sich auf 982 Familien verteilten und in 987 Anwesen wohnten.
1823 wurde das Herrschaftsgericht Maihingen aufgelöst:
- Deiningen, Dürrenzimmern, Fessenheim, Holzkirchen, Marktoffingen, Maihingen, Minderoffingen kamen an das Herrschaftsgericht Wallerstein;
- Allerheim, Bühl, Rudelstetten und Wörnitzostheim kamen an das Herrschaftsgericht Harburg.